# Maria Antonia de Jésus
Pour les articles homonymes, voir Maria Antonia.
Mère Maria Antonia de Jésus, née le 6 octobre 1700 à Cuntis (Espagne) et morte le 10 mars 1760 à Saint-Jacques-de-Compostelle, est une religieuse carmélite espagnole. Mariée à 22 ans, elle a deux enfants Sébastien et Éléonore qu'elle élève seule : son mari part très vite gagner sa vie en Andalousie alors qu'elle reste en Galice. Faisant un cheminement spirituel elle désirerait entrer dans les ordres, mais elle hésite du fait de sa situation de mère de famille. En 1729 elle entre dans le Tiers-Ordre carmélite, et l'année suivante, tente de fonder un couvent de Carmélites à Saint-Jacques-de-Compostelle. Après l'échec de sa tentative, elle réfléchit à l'orientation de sa vie (vie d'épouse ou de religieuse). Elle opte pour la vie religieuse et en 1733, après avoir confié (définitivement) la garde et l'éducation de leurs enfants à des amis, elle entre dans l'Ordre des Carmes déchaux, en même temps que son mari qui devient lui aussi religieux dans le même ordre. 
Grande mystique, elle est élue prieure de son couvent, et très vite relance son projet de fondation d'un carmel en Galice. Après avoir levé tous les obstacles administratifs, elle parvient en 1748 a établir une première communauté de carmélites déchaussées à Santiago. Installées provisoirement dans une maison de la ville, ce n'est qu'en 1758 que la communauté de carmélites s'installe définitivement dans leur couvent de Saint-Jacques-de-Compostelle. Mère Maria Antonia décède deux ans plus tard, considérée par la population comme étant une sainte. Son procès en béatification démarre un an après le décès, mais se trouve interrompu au bout de quelques années, il n'est relancé qu'en 1987. Mère Maria Antonia est déclarée vénérable le 7 novembre 2018 par le pape François.
Analphabète jusqu'à l'âge de 28 ans, elle écrit sur demande de son confesseur plusieurs ouvrages dont une autobiographie et El Edificio Espiritual, son œuvre majeure, qui lui donnent une place centrale parmi les écrivains de langue galicienne, en particulier dans le thème des auteurs mystiques.

## Biographie

### Enfance
Maria Antonia Pereira y Andrade, fille de Manuel Pereira Parga, est née le 5 octobre 1700 dans la localité de Cuntis (près de Pontevedra) en Galice. Sa famille est alliée à plusieurs nobles et puissantes familles de Galice et du Portugal. Elle est née très prématurée, après seulement sept mois de gestation. Craignant pour la survie de l'enfant, les parents la font baptiser le lendemain de sa naissance.
Maria Antonia est l'ainée de quatre frères (le plus jeune de ses frères meurt encore enfant). 
Toute petite, sa mère lui apprend l'art de la filature et de la fabrication de dentelle. Cependant son père se montre très sévère avec elle. Pour la soustraire à la sévérité paternelle, à l'âge de sept ans, sa mère l'envoie vivre chez une de ses tantes.
Sa tante habite le village de Caldas de Reis, elle accueille avec joie sa nièce et lui enseigne la prière. Maria Antonia gardera de cette période un souvenir ému et reconnaissant. Elle dira que ce fut une « très bonne école de la vertu et un exemple pour mon âme ». Mais après deux années, elle revient à la maison familiale : son père très malade décède quelques mois après son retour. Sa mère, devenue veuve, et ayant plusieurs enfants en bas âge, accepte de laisser repartir sa fille chez sa tante, pour soulager la charge du foyer familial. Sa tante qui travaille alors comme domestique dans de grandes maisons à Tui puis à Compostelle. En 1713, la mère de Maria Antonia se rend à Baiona pour y travailler comme femme de ménage chez l'abbé de la collégiale. Maria Antonia quitte alors sa tante pour suivre sa famille à Baiona. Si les garçons vont à l'école, la jeune fille, toujours analphabète, travaille à tisser des vêtements liturgiques pour l'église. Elle commence également à développer une activité caritative, venant en aide aux plus nécessiteux.

### L'épouse
Viens l'âge du mariage, Maria Antonia est attirée par la vocation religieuse, mais elle hésite beaucoup et finalement choisit la voie du mariage. Sa mère lui présente plusieurs prétendants, mais Maria Antonia insiste auprès de sa mère (et à son grand désespoir) pour que son futur époux soit jeune et pauvre. Elle choisit donc le jeune Juan Antonio Valverde qu'elle épouse le 19 mars 1722 dans la collégiale de Baiona.
Le 10 janvier 1723 nait leur premier fils : Sébastien. Mais moins d'un an après la naissance de l'enfant, le père part à Cadix chercher un meilleur poste pour nourrir la famille. Maria Antonia reste alors seule dans la maison familiale (en Galice), pour élever l'enfant.
Après plus de deux années d'absence, son mari revient sous le toit familial, et quelque temps plus tard, Maria Antonia donne naissance à leur second enfant, une fille : Éléonore qui nait le 22 juin 1727. L'accouchement est difficile, et la mère passe tout près de la mort. Deux mois après la naissance de leur fille (le 8 septembre 1727), Juan Antonio repart à Séville : il ne reviendra plus jamais auprès de son épouse. À partir de ce moment Maria Antonia vit et élève seule ses deux enfants. Elle donne également une orientation religieuse à sa vie, développant sa relation mystique avec Dieu, et s'orientant progressivement vers une vie religieuse,.

### Entrée dans le Tiers-Ordre du Carmel
Dans le village, des parents demandent à Maria Antonia d'instruire leurs jeunes filles. Elle leur enseigne donc des travaux manuels et leur donne une formation spirituelle. Rapidement le groupe des jeunes filles s’accroit et va jusqu'à dépasser la douzaine. Les jeunes filles viennent passer la journée dans la maison de Maria Antonia où elle leur apprend la prière, l'oraison, et fait lire des livres pieux. Si dans le groupe, l'envie d'une vie commune et religieuse grandit, dans le village, de nombreuses critiques commencent à voir le jour.
Maria Antonia demande à revêtir l'habit de tertiaire carmélitaine. Elle obtient l'accord (y compris de son mari) et revêt l'habit du Tiers-Ordre le 25 mars 1729. À partir de ce moment, les critiques se développent dans le village et elle devient l'objet de railleries, puis de mépris. L’incompréhension et l'hostilité deviennent telles que les jeunes filles de son groupe la quittent progressivement, la laissant presque seule. Les critiques sont tellement importantes que l'évêque de Tui en est informé et qu'il retire à Maria Antonia l'autorisation de se confesser. Pour sortir de cette situation, elle tente une démarche directe et personnelle auprès de l'évêque, mais c'est un échec. Elle en ressort publiquement humiliée.
Étant complètement bloquée dans son souhait de fonder un couvent de religieuses, elle décide de partir rejoindre son mari à Séville pour lui demander l'autorisation d'entrer dans les ordres. Le 28 janvier 1730, elle part donc de Baiona, quittant sa mère, ses enfants et ses grands-parents, accompagnée de 3 disciples, toutes revêtues de l'habit du Tiers-Ordre Carmélite. Les 4 femmes traversent le Portugal et s'arrêtent à Coimbra pour interroger et consulter les pères carmes déchaux qui sont installés dans cette ville. Réconfortées dans leur projet de fonder un couvent de carmélites déchaussées (en Galice), elles poursuivent leur route et arrivent à Séville le 17 mars. Maria Antonia a une première entrevue avec son mari. Puis, le 25 mars 1730, après un temps de réflexion et des échanges, ils décident tous les deux d'entrer en religion et de consacrer leur vie à Dieu,.

### Projet de fondation et échec

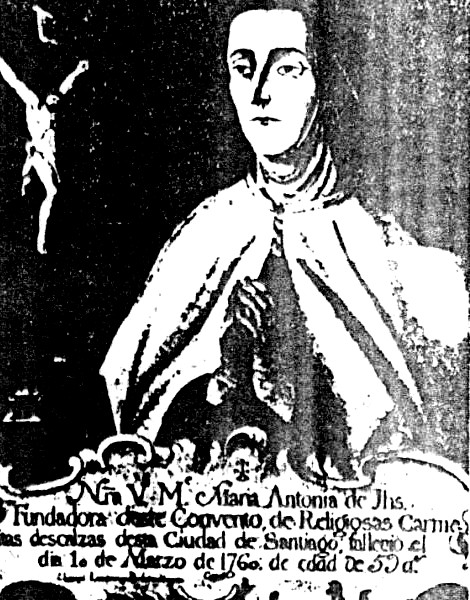
Maria Antonia de Jésus.

Ayant l'accord de son mari pour se faire religieuse, Maria Antonia, accompagnée de ses trois consœurs, part à la rencontre du roi d'Espagne pour obtenir son accord en vue de la fondation d'un couvent de carmélites déchaussées à Saint-Jacques-de-Compostelle. Elle rencontre le roi à Grenade et obtient son accord. Elle poursuit sa route jusqu'à Madrid où elle travaille à régler toutes les formalités nécessaires. Lors de ces déplacements, elle rencontre l'amitié de plusieurs personnes influentes qui la soutiennent dans son projet. 
Elle arrive à Saint-Jacques-de-Compostelle le 15 septembre 1730 accompagnée de cinq novices : les trois parties avec elle de Baiona plus deux qui se sont jointes à elles lors du passage à Madrid. Pendant un an, Maria Antonia tente de réaliser sa fondation. Mais de nombreuses difficultés s'opposent à elle. Finalement une brouille survient dans le groupe des postulantes, provoquant une grave division de la communauté. L'évêque intervient et bloque définitivement le projet : les trois postulantes galiciennes sont renvoyées chez elles et l'habit carmélitain leur est retiré. Une postulante madrilène reste sur place, et Maria Antonia repart avec la dernière postulante pour Madrid, après avoir récupéré sa fille Léonore. Les deux femmes repartent le 15 septembre 1731 soit un an jour pour jour après leur arrivée,.

### L'entrée au Carmel
À Madrid, Maria Antonia se réfugie chez son bienfaiteur Don Miguel, qui lui garde son soutien, son amitié et son appui. Mais Maria Antonia hésite et doute sur l'orientation à prendre : entrer au couvent comme elle le souhaite ou remplir son rôle de mère en s'occupant de ses jeunes enfants ? Finalement, après bien des incertitudes, elle choisit la première option, confiant ses enfants à des parents de substitution :
- Don Miguel prend en charge l'éducation de sa fille Léonor ;
- Son fils Sébastian est confié à un prêtre qu'elle connait bien.

Par la suite, Léonor et Sébastian entreront tous deux dans l'Ordre des Prêcheurs.
Enfin, Don Miguel s'engage à financer l'entrée de Maria Antonia au couvent.
Après un temps de recherche, Maria Antonia entre au couvent de carmélites d'Alcalá de Henares le 15 mars 1733 et prononce ses vœux définitifs le 19 mars 1734. Son entrée en religion attire une population nombreuse et curieuse de voir « entrer en religion une femme mariée ». D'autant que son époux Juan Antonio, lui aussi revêtu de l'habit du carmel, assiste à la célébration et prononce lui aussi ses vœux définitifs le même jour,.
Après seulement sept ans de vie religieuse, le 7 décembre elle est élue prieure de son couvent. Son humilité et sa charité envers ses carmélites, ainsi que son énergie pour faire grandir la communauté laissent, après son départ, des commentaires élogieux de la part de ses anciennes compagnes.

### La fondatrice
Bien qu'installée comme carmélite dans son nouveau couvent, Maria Antonia songe toujours à son projet de fondation à Saint-Jacques-de-Compostelle. Très vite, elle reprend ses contacts avec ses bienfaiteurs, et tâche de débloquer administrativement le projet. Finalement elle obtient les autorisations de son Ordre et de l’Église, et avec un groupe de sept religieuses se prépare à aller fonder le premier couvent de Carmélites déchaussées de Galice. Elle quitte son couvent le 5 septembre 1748 pour se rendre au couvent de carmélites "Santa Ana" de Madrid. Elle rencontre la reine d'Espagne Marie-Barbara de Portugal (qui lui apporte son soutien pour son projet de fondation), ainsi que plusieurs supérieurs de l'Ordre du Carmel en vue de la prochaine fondation à Santiago. Les religieuses repartent alors de la capitale pour Santiago qu'elles atteignent le 15 octobre 1748 au milieu d'une foule venue nombreuse pour les accueillir,,.

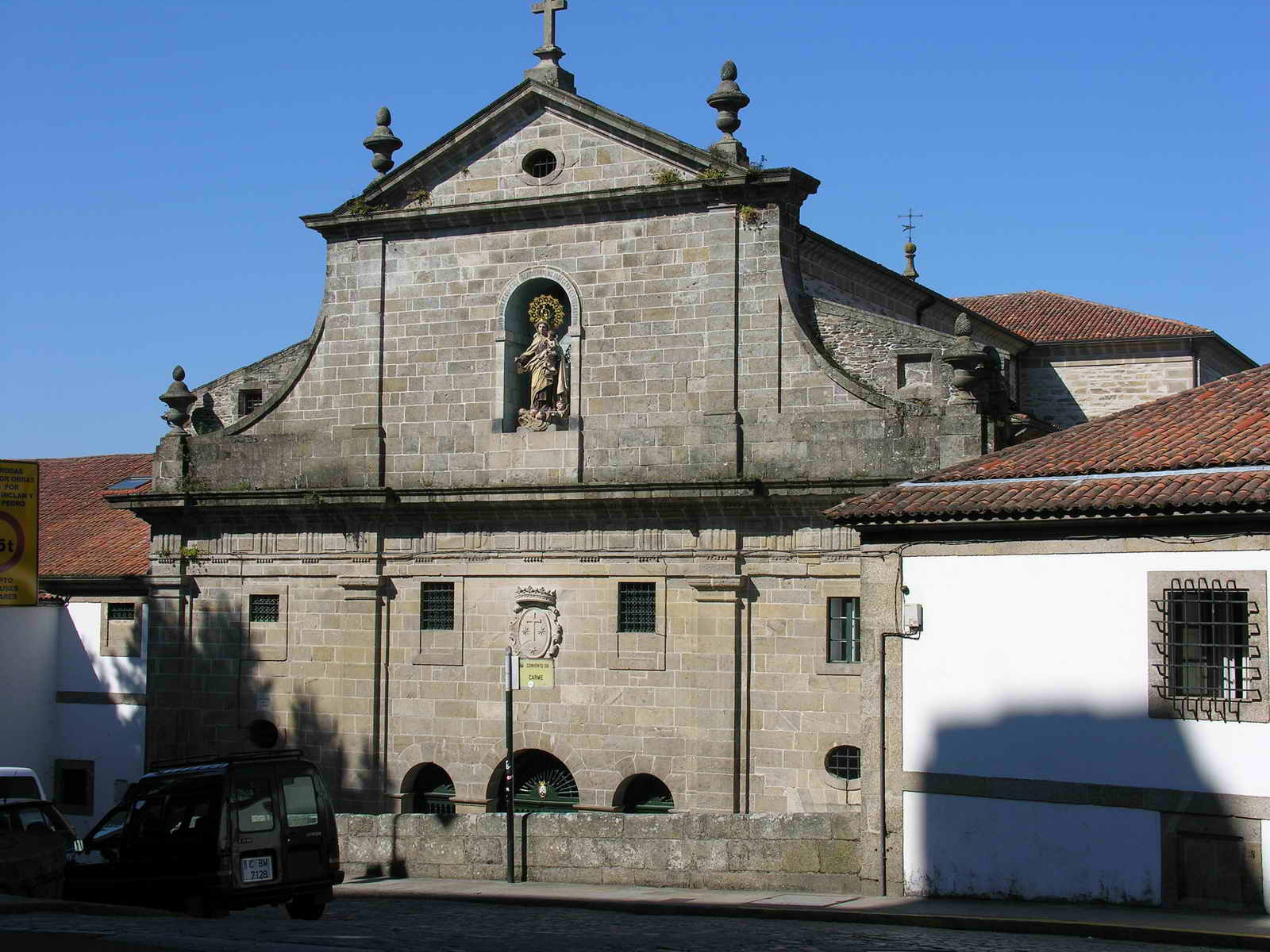
Couvent de Carmélites à Saint-Jacques-de-Compostelle.

Les religieuses s'installent provisoirement dans une maison qui leur a été réservée, mais très vite, elles réalisent que celle-ci n'est pas adaptée à la vie de carmélite. Les difficultés rencontrées causent des tensions entre les religieuses et certaines envisagent de retourner à leur premier couvent. De nouvelles postulantes se présentent néanmoins, et le 5 août 1750, mère Maria Antonia est élue pour être la première prieure de ce couvent. Une des premières tâches est de faire bâtir un nouveau couvent pour accueillir la communauté, et donc de trouver un lieu pour cet établissement. Après de nombreuses vicissitudes, la première pierre du couvent de Santiago est posée le 20 août 1753.
Les travaux cependant avancent lentement, car faute d'argent il y a plusieurs interruptions de l'ouvrage. Finalement après cinq ans d'efforts, le 22 octobre 1758 a lieu la translation solennelle dans le nouveau carmel.
Bien qu'installé dans le nouveau couvent, celui-ci n'est pas encore terminé et demande de nombreux travaux de finition. Mère Maria Antonia, qui a été réélue prieure le 2 décembre 1757, sitôt arrivé dans son couvent définitif, demande à être relevée de sa charge de prieure. Malade et épuisée physiquement elle insiste auprès de son provincial pour quitter cette charge. Celui-ci refuse d'abord, avant de céder le 8 janvier 1759, compte tenu de la santé de la religieuse. Maria Antonia s’éteint le 10 mars 1760.
Durant deux jours sa dépouille reste exposée à la vénération des fidèles qui viennent nombreux « pleurer leur sainte ».

### La mystique
Maria Antonia a raconté que sa première grande expérience mystique a été vécue en 1724, alors qu'elle est encore une jeune épouse et mère, elle « entend le Christ lui dire, depuis un crucifix : « Suis-Moi » ». À la suite de cette expérience, elle entame un chemin spirituel en consacrant de longs moments à la prière, à l'oraison, et en développant une grande activité caritative. Très vite, Maria Antonia expérimente plusieurs faveurs mystiques. Après le départ définitif de son mari, en 1727, elle prend un directeur spirituel et approfondit l'oraison. Elle raconte avoir vécu des expériences et grâces mystiques de plus en plus fortes. Ainsi, le 16 octobre 1728, elle raconte avoir entendu le Christ lui annoncer qu'elle fonderait (à l'avenir) un couvent (ce qu'elle ne comprend pas compte tenu de sa situation familiale),.
Maria Antonia, incomprise de ses concitoyens, se retrouve progressivement critiquée, discréditée, puis humiliée publiquement. Ce chemin d'humiliation est pour elle un chemin d'humilité. Soutenue intérieurement par des grâces mystiques, elle reçoit la grâce du mariage mystique le 16 octobre 1729. La première tentative de fondation d'un couvent à Saint-Jacques-de-Compostelle en 1730 est l'occasion de nombreuses critiques et de souffrances. Ses hagiographes indiquent que durant cette période de forte persécution, « pour la consoler et la conforter », le « Seigneur lui accorde une extase durant neuf jours en continu ».
Analphabète, elle apprend à lire et écrire toute seule à l'âge de 28 ans. Elle laisse une autobiographie en trois volumes, ainsi qu'un livre mystique Édifice spirituel qui expose comment former l'âme à l'oraison et bien vivre la spiritualité du Carmel.
Lors de son entrée au couvent de carmélites de Alcalá de Henares, Maria Antonia demande à Dieu de ne plus être l'objet de phénomènes mystiques visibles par ses compagnes, que toutes les « grâces reçues » soient intérieures et sans manifestations visibles. Après son décès, ses compagnes témoigneront n'avoir rien remarqué de particulier à son sujet sinon son « exemple de vertu ».
Fondatrice du premier couvent de carmes déchaux du royaume de Galice, elle est également considérée comme étant la première mystique galicienne et une des figures les plus éminentes du Carmel espagnol au XVIIIe siècle.

### Procès en béatification et mémoire
Son procès en béatification débute à peine un an après son décès. Le 20 avril 1761 s'ouvre le procès sur la vie et les vertus de Mère Maria Antonia. 130 personnes vont déposer durant ce procès qui est clôturé le 24 juillet 1762. Après un début rapide, la procédure en béatification est suspendue pour n'être officiellement reprise que deux siècles plus tard, lorsque le définitoire de l'Ordre des Carmes déchaux, le 1er décembre 1987 relance la procédure en béatification. En 1990, la Congrégation pour les causes des saints prononce le nihil obstat et la cause de béatification est officiellement introduite. Le procès en béatification se déroule de 1993 à 1996, et le 25 juin 1997 est prononcé le décret de validité juridique du procès diocésain. 
Le 8 septembre 2018, le pape François déclare mère Maria Antonia de Jésus « vénérable ». Il restera ensuite à l’Église de reconnaitre un miracle obtenu par l'intercession de Mère Maria Antonia pour pouvoir la déclarer bienheureuse.
Sa mémoire est célébrée le 6 octobre (date de naissance) plutôt que le 10 mars date de décès, car le 10 mars tombe régulièrement en période de carême, et donc sa mémoire serait régulièrement omise au profit de fêtes plus prioritaires.

## L'écrivain
Maria Antonia, qui a appris à lire et écrire très tardivement, laisse 3 ouvrages majeurs, ainsi qu'une correspondance abondante :

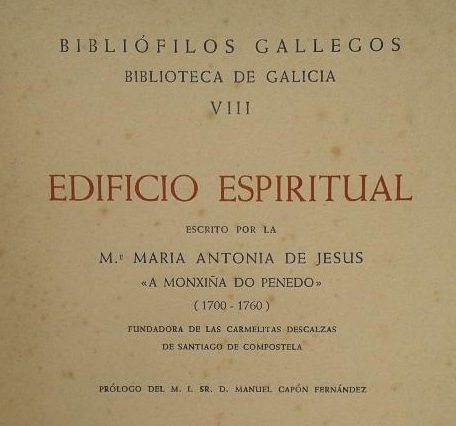
Edificio espiritual.

- Son autobiographie (3 tomes), rédigée à la demande de son confesseur. En 1729, son confesseur lui demande de rédiger le récit de sa vie. La religieuse ne s'exécutera qu'en 1737 où elle rédige un premier tome (1737-1738). La suite de la biographie ne sera rédigée qu'à la fin de sa vie, entre 1754 et 1755. C'est cet ouvrage qui sert de base à toutes les publications biographiques de Maria Antonia[N 15].
- Notas espirituales (Notes spirituelles) : il s'agit des premiers écrits de la religieuse, alors qu'elle avait tout juste appris à lire et écrire. Cet ouvrage est composé de courriers tous destinés à  Don José Ventura de Castro et datés de juin 1729 à janvier 1730.
- El Edificio Espiritual (L'édifice spirituel) : c'est l’œuvre majeure de Maria Antonia dont le titre complet est : Édifice spirituel, dédiée à ses filles et ses sœurs à venir par  Mère de Jésus Maria Antonia, fondatrice du couvent de Carmélites dans la ville de Santiago de Galice, écrit par la même Mère Maria Antonia à la suite des demandes répétées de son confesseur le P.F. Joseph de Jésus et de Marie . Cet ouvrage constitue son chef-d’œuvre littéraire et spirituel. L'original, manuscrit de 400 pages, est conservé au couvent de Santiago. Après avoir terminé son autobiographie (en 1756), son confesseur lui a ordonné de rédiger un traité spirituel (contenant sa propre expérience) à destination des religieuses de son couvent. L'ouvrage se compose de deux parties : la première traite des vertus monastiques et la seconde de l'oraison. Cet ouvrage a été réédité au XXe siècle[5].
- La Relación de Confesores est un ouvrage court (90 folios) rédigé après sa biographie, en 1755. Il a été publié et diffusé avec son autobiographie, en annexe du troisième tome.
- Lettres et correspondances, près de 300 lettres rédigées par Mère Maria Antonia (à ses confesseurs, à sa fille Léonore, à des religieux ou des laïcs) ont été conservées dans les archives.

Mère Maria Antonia fait l'objet, depuis le XIXe siècle de plusieurs biographies élogieuses basées essentiellement sur sa propre autobiographie. Le parcours de sa vie, à la fois mère de famille avec deux enfants, et religieuse (bravant les difficultés pour atteindre son but) est également qualifié de « romanesque » par certains auteurs. En tant qu'écrivaine mystique de langue galicienne, elle a également rempli une place (dans une catégorie d'ouvrage) jusque-là inoccupée. Ainsi, Capon Fernandez dira d'elle en 1954 : elle a « comblé une lacune dans la littérature galicienne, dépourvue d'écrivains mystiques ». D'autres auteurs n'hésitent pas à la placer sur le même plan que Thérèse d'Avila, pour son rôle littéraire et spirituel en langue galicienne.